# شلل دماغي تشنجي
الشلل الدماغي التشنجي هو نوع من الشلل الدماغي يكون فيه التقبض هو الاختلال الموجود حصرًا. وهو مصطلح واسع يشمل الشلل النصفي التشنجي، والشلل المزدوج التشنجي، والشلل الرباعي التشنجي -ويشمل أيضًا تأثر طرف واحد أو منطقة معينة من الجسم- الشلل الأحادي التشنجي. يؤثر الشلل الدماغي التشنجي على القشرة المخية وهو في الغالب أكثر أنواع الشلل الدماغي شيوعًا.
تقدر جمعية الشلل الدماغي في أوروبا (SCPE) أن الشلل الدماغي التشنجي يصيب 90% من حالات الشلل الدماغي العالمية. لكن حتى لو كانت نسبة 90% مبالغًا فيها، فإن التقديرات العلمية الأكثر تحفظًا لا تزال تضع انتشار الشلل الدماغي التشنجي في أي خانة ما بين 70 إلى 80% من جميع الحالات، مما يترك الحالات التي يسيطر عليها الشلل الدماغي الرنحي والشلل الدماغي الحركي بين 20-30%.

## العلامات والأعراض

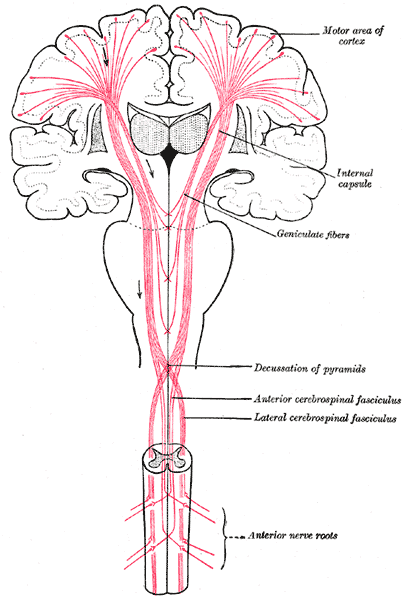
المسار العصبي

لدى الأشخاص المصابين بالنوع التشنجي من الشلل الدماغي فرط في الشد العضلي -أي أنهم لديهم مجموعة من العضلات المشدودة، أشد بكثير من البشر الطبيعيين- ولديهم ما هو في الأساس ضعف في الحركة العصبية العضلية (بدلاً من نقص الشد العضلي أو الشلل) الذي ينبع من ضرر في الخلايا العصبية الحركية العليا في الدماغ. السبيل القشري النخاعي أو القشرة الحركية هي الأماكن الأكثر شيوعًا لهذه الأضرار.
تتقلص العضلات المتشنجة باستمرار، أو «تتضيق»، لأن الأعصاب المسؤولة عنها تطلق بشكل دائم أمر الشد. يحدث هذا بسبب عدم قدرتهم على امتصاص GABA، أو حمض جاما الأميني. يعمل الشد، بالإضافة إلى تقييد الحركة، كقوة معارضة ساحقة للعضلات والمفاصل المجاورة، مما يؤثر في النهاية على تكوين الهيكل العظمي بأكمله. يعد خيلان الكاحل وهجرة الورك أكثر حالتين انتشارًا في الأطفال المصابين بالشلل الدماغي. عادةً ما ترتبط الوقفات غير الطبيعية بالعضلات المضادة للجاذبية، وهي الباسطات في الساق وعضلات الثني في الذراع. في البداية تكون هذه العضلات ديناميكية ولكنها بمرور الوقت تصبح ثابتة ومتحجرة، تسمى هذه الحالة بتقلصات المفاصل. يحصل ذلك بكثرة إذا لم يتم تطبيق العلاج الطبيعي في الوقت المناسب وبشكل كاف.
قد تحدث تغييرات في التشنج والوقفة المرتبطة بهذا التشنج أيضًا مع انشطة الدماغ الأخرى، مثل الإثارة أو الخوف أو القلق أو حتى الألم، مما يزيد من شد العضلات.
عادة ما يظهر الشخص المصاب بالشلل الدماغي التشنجي، بالإضافة إلى زيادة الشد في العضلات، ردود فعل بدائية مستمرة، وردود فعل انبساطية اقوى، وزيادة في ردود الفعل الأخمصية، ورمع الكاحل.
يعاني ثلث المصابين بالشلل الدماغي من نوبات - وهذا أكثر شيوعًا في الشلل الدماغي التشنجي. قد يحصل ضرر سمعي بصري وضرر في الوعي واضطرابات سلوكية.

## آلية المرض
يضعف الضرر الحاصل في الخلايا العصبية الحركية العليا في الدماغ من قدرة بعض مستقبلات الأعصاب في العمود الفقري على تلقي حمض جاما الأميني (GABA) بشكل صحيح. وهذا يؤدي إلى زيادة الشد في العضلات التي تتحكم بها تلك الأعصاب التالفة. يمكن لفرط الشد أن يصيب أي جزء من الجسم، وهذا يتوقف على المجموعات العصبية المحددة داخل العمود الفقري التي أصبحت غير قادرة على استقبال GABA. وبالتالي، غالباً ما يتم تعيين الشلل الدماغي التشنجي عن طريق تضاريس الجسم.

## التشخيص

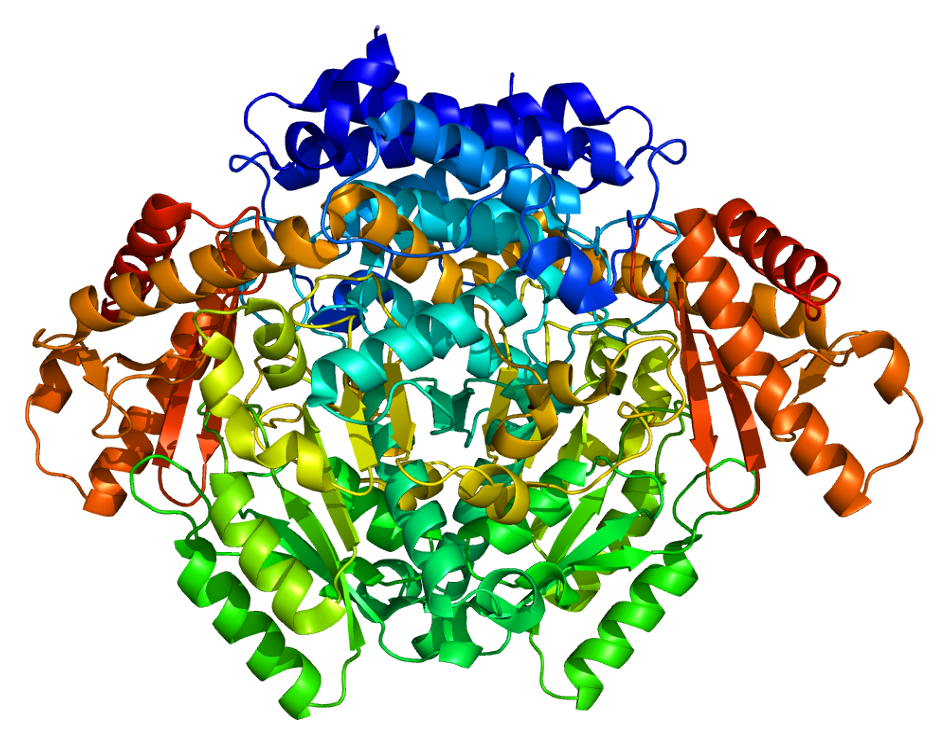
البروتين GAD1

### الأنواع
في بعض الحالات، يحدث الشلل الدماغي التشنجي بسبب عوامل وراثية. وتشمل العوامل الورائية للشلل الدماغي التشنجي:
| النوع | OMIM   | المورثة | الموقع |
| ----- | ------ | ------- | ------ |
| CPSQ1 | 603513 | GAD1    | 2q31   |
| CPSQ2 | 612900 | ANKRD15 | 9p24.3 |
| CPSQ3 | 612936 | AP4M1   | 7q22.1 |

على الرغم من أن أصل المرض يعود إلى إصابة في الدماغ، إلا أنه يمكن اعتباره إلى حد ما مجموعة من المشاكل العظمية والعضلية نظرًا لكيفية ظهور الأعراض على مدار حياة الشخص. وبالتالي، فهو لا يشبه «تلف الدماغ» ولا يجب وضعه في هذه الخانة. خصوصًا الشلل الرباعي التشنجي، لا سيما إذا كان مصحوبا مع صعوبات في اللفظ، قد يساء تفسيرها من قبل عامة الناس على أنها تشير إلى وجود اضرار إدراكية فوق تلك الجسدية، ولكن هذا غير صحيح؛ لا يتأثر ذكاء الشخص المصاب بأي نوع من أنواع الشلل الدماغي التشنجي الشديد بحالة التشنج وحده.
- الشلل النصفي التشنجي هو تأثر جانب واحد. بشكل عام، فإن إصابة الأعصاب العضلية التي يتحكم فيها الجانب الأيسر للمخ ستؤدي إلى عجز في الجزء الأيمن من الجسم، والعكس صحيح. عادةً ما يكون الأشخاص الذين لديهم شلل نصفي تشنجي أكثر قدرة على السير من باقي أنواع المرض، على الرغم من أنهم يعرجون على الجهة المصابة. يتم وصف أجهزة تقويم القدم والكاحل لهم لمنع الاعتلال المذكور.[3]

- الشلل التشنجي المزدوج وفيه تتأثر الأطراف السفلية. يعتبر الشكل الأكثر شيوعًا (70-80٪ من الحالات المعروفة)، بإمكان معظم المصابين بالشلل التشنجي المزدوج التنقل من دون مساعدة، لكنهم «مشدودون» ولديهم مشية تشبه حركة المقص. انثناء في الركبتين والوركين بدرجات متفاوتة، مع تقريبهم بشدة من الجسم (النابع من العضلات المقربة المشدودة وضعف العضلات المبعدة). غالبًا ما يتم تحليل المشي في السنوات المبكرة من العمر بشكل منتظم، وغالبًا ما يتم توفير الأجهزة المساعدة مثل العكازات أو العصي؛ أي تقويم لعظام القدمين يتم وضعه عادة على كلا الساقين بدلاً من واحدة فقط.[4]

- الشلل الأحادي التشنجي وهو تأثر طرف واحد.[5]

- الشلل الثلاثي التشنجي هو تأثر ثلاثة أطراف.[6]

- الشلل الرباعي التشنجي هو تأثر كل الأطراف الأربعة.[7] الأشخاص المصابون بالشلل الرباعي التشنجي هم الأقل قدرةً على المشي، أو إن أمكن، فقلة الرغبة في المشي، لأن عضلاتهم مشدودة جدًا، ويتطلب مجهود كبيرة جدًا للقيام بالمشي. يعاني بعض الأطفال المصابين بالشلل التشنجي أيضًا من الارتعاش النصفي، وهو ارتعاش لا يمكن السيطرة عليه يؤثر على الأطراف في جانب واحد من الجسم ويعيق الحركة الطبيعية.

في الشلل الدماغي التشنجي عند الأطفال الذين يعانون من انخفاض أوزان المواليد، كان 25٪ من الأطفال مصابين بشلل نصفي، 37.5٪ مصابون بشلل مزدوج، و37.5٪ مصابون بشلل رباعي.

## العلاج

باكلوفين

قد ينتج في أي نوع من أنواع الشلل الدماغي التشنجي، رمع في الطرف المصاب بشكل متقطع، وكذلك تشنجات عضلية، وينتج كل منها من الألم و/أو الضغط الناجم عن الشد، مما يشير إلى الجهد الشاق و/أو الانهاك العضلي. يمكن أن يؤدي التشنج إلى ظهور أعراض الإجهاد العضلي في وقت مبكر جدًا مثل التهاب المفاصل والتهاب الأوتار، خاصةً عند الأفراد القادرين على الحركة في منتصف العشرينات وأوائل الثلاثينيات من عمرهم. ومع ذلك، مقارنةً بالأنواع الأخرى من مرض الشلل الدماغي، وخاصةً مقارنةً بمرض الشلل الدماغي ذو الشد العضلي المنخفض أو ذو إعاقة حركية مشلولة بشكل عام، عادةً يكون علاج الشلل الدماغي التشنجي أكثر سهولة، ويمكن متابعة العلاج الطبي على المستويين العضلي والعصبي.
العلاج الفيزيائي والعلاج الوظيفي والذي يشمل مساعدة المرضى على تمديد العضلات، والتقوية، والمهام الوظيفية، و/أو النشاط البدني المستهدف وممارسة التمارين الرياضية، هي عادةً الطرق الرئيسية للسيطرة على اعراض المرض. إذا كان التشنج أكبر من قدرة الشخص على التحمل، يمكن استخدام علاجات أخرى، مثل الأدوية المضادة للتشنج المختلفة، البوتوكس، باكلوفين، أو حتى الجراحة العصبية المعروفة باسم بضع الجذور الظهرية الانتقائية (selective dorsal rhizotomy) (الذي يلغي التشنج عن طريق القضاء على الأعصاب المسببة له).